# Operación: aniquilación (Star Trek: La serie original)
"Operación: aniquilación" es el último episodio de la primera temporada de la serie original de Star Trek. Es el episodio número 29 en ser transmitido y también el 29 en ser producido, y fue transmitido por primera vez el 13 de abril de 1967. Fue escrito por Stephen W. Carabatsos y dirigido por Herschel Daugherty.
Resumen: La tripulación del Enterprise debe encontrar la forma de exterminar unas criaturas parásitas malévolas que se han apoderado de una colonia de la Federación.

## Trama
En la fecha estelar 3287.2, la nave estelar USS Enterprise, bajo el mando del capitán James T. Kirk, está siguiendo un patrón de locura en masa que está destruyendo civilizaciones en línea recta a través de la galaxia, saltando de planeta en planeta. El próximo planeta en esa ruta es Deneva, Kirk hace que Uhura habrá un canal de comunicación con un transmisor privado. Cuando están entrando, detectan a una nave que se dirige al sol. El piloto delira incoherentemente hasta que de improviso se vuelve lúcido diciendo que se ha liberado de algo… justo antes de que su nave sea destruida por el calor. McCoy se da cuenta de que el hermano de Kirk, Sam, tiene un laboratorio y vive junto a su esposa e hijo en el planeta Deneva.
Kirk se transporta al planeta junto con Spock y una partida de desembarco, y éstos se encuentran con una ciudad totalmente deshabitada y silenciosa, hasta que de improviso un grupo de hombres sale de alguna parte. Ellos advierten a la partida de desembarque que se vayan, para luego atacarlos con extremada violencia. La partida de desembarque los aturde con sus fáser, pero McCoy después de examinarlos se da cuenta de que ellos están siendo estimulados violentamente incluso aunque están inconscientes. De repente ellos escuchan un grito saliendo de un edificio y corren a averiguar de qué se trata, encontrándose con la cuñada de Kirk, Aurelan, tratando de impedir de que algo ingrese por la ventilación. También encuentran a Sam Kirk muerto y al hijo de ambos, Peter, inconsciente.
De regreso a la nave, McCoy determina que Aurelan y Peter están sufriendo extremos dolores y se ve forzado a administrarles tranquilizantes. Aurelan tiene una gran resistencia y está lo suficientemente consciente para revelar que "ellos" llegaron hace ocho meses atrás, cuando forzaron a la tripulación de una nave a traerlos. Cuanto más trata de responder, más dolor sufre. Aurelan revela que "ellos" se están dispersando, forzando a los Denevanos a construir naves para llegar aún más lejos. Antes de que ella pueda decir algo más, ella muere del dolor.
Kirk se transporta al planeta para unirse a la partida de desembarco y poder buscar a las criaturas responsables de estos hechos. En el interior de un edificio encuentran unos organismos unicelulares parecidos a panqueques de gran tamaño que son altamente resistentes a los fáser. Tratan de retroceder pero uno de ellos ataca a Spock. Logran liberar a Spock pero éste se encuentra inmovilizado por el dolor.
Lo llevan de regreso a la nave donde McCoy determina que la criatura inyectó algo en Spock. El doctor no tiene otra opción que llevar a cabo una cirugía, pero la criatura ha infiltrado la columna vertebral de Spock con pedazos de tejido vivo que hace imposible su completa remoción a través de la cirugía.
En la enfermería, Spock revive e irrumpe en el puente. Trata de tomar el control de la nave y la tripulación del puente apenas logra ponerlo bajo control, momento en el cual McCoy le inyecta un sedante. En la enfermería nuevamente, Spock despierta y declara que como Vulcano puede controlar el dolor. Kirk ordena que Spock sea confinado un poco más para ver si puede mantener el control. Una vez que lo dejan sólo, Spock rompe sus ataduras y va a la sala del transportador. Le ordena a Scotty a transportarlo al planeta pero el ingeniero se rehúsa. Spock ataca a Scotty pero él lo detiene a punta de fáser y llama a Kirk y a McCoy. Spock les explica que el dolor ha desaparecido y que tiene que capturar a una de las criaturas, y él es la opción lógica ya que ya está infectado. Kirk está de acuerdo y bajan al planeta y logran capturar a una de las criaturas para llevarla a la nave y examinarla.
En el laboratorio Spock determina que la criatura es parte de una mente colectiva que ha llegado de un universo diferente, con propiedades físicas diferentes, y que es inmune a las armas fáser. Kirk ordena que encuentren algo que mate a la criatura sin destruir a su huésped pero McCoy no encuentra nada y el capitán admite que tendrá que destruir al planeta y todos sus habitantes para impedir que las criaturas se esparzan.
Kirk recuerda que el hombre que pilotaba la nave Denevana dijo que estaba "libre" justo antes de que esta fuera destruida por el sol. Concluye que la luz afectaría a las criaturas. McCoy hace unas pruebas con el espécimen capturado, que es destruido por la luz. A pesar de eso Kirk se cuestiona si resultaría en una víctima infectada. Spock se ofrece voluntario y entra en una cámara de pruebas donde es expuesto a una extrema luminosidad. Spock revela que está libre del parásito pero que ha quedado ciego. En ese instante ingresa la enfermera Chapel para revelar que sólo la luz ultravioleta es necesaria, no la parte visible del espectro que había usado McCoy, lo que causa gran culpa a McCoy ya que la ceguera de Spock era innecesaria. A continuación se implementa un plan para colocar en órbita satélites capaces de emitir las ondas de luz ultravioleta necesarias para exterminar a los parásitos.
El Enterprise distribuye los satélites y los activa causando que todas las criaturas mueran y liberando a los Denevanos. Más tarde Kirk envía un mensaje a la Flota Estelar explicando la situación. En ese momento Spock entra en el puente con su visión recuperada. McCoy explica que la ceguera fue sólo temporal ya que los Vulcanos tienen una membrana protectora en sus ojos que los protege contra radiación solar extrema. Un aliviado McCoy reconoce a regañadientes que él piensa que Spock es el mejor primer oficial de la Flota Estelar, con su superior capacidad auditiva vulcana, éste lo escucha para un mortificado McCoy.

## Remasterización del aniversario de los 40 años
Este episodio fue remasterizado en el año 2006 y transmitido el 23 de febrero de 2008 como parte de la remasterización de la Serie Original. Fue precedido dos semanas antes por la versión remasterizada de "El mejor ordenador" y seguido una semana más tarde por la versión remasterizada de "La manzana". Además del audio y video remasterizado, y todas las animaciones de la USS Enterprise realizadas por CGI que es el estándar de todas las revisiones, los cambios específicos para este episodio son:
- Las escenas de apertura del sol de Deneva fueron recreadas con imágenes generadas por computadora, esta vez agregando a la nave Denevana realizando su viaje suicida hacia el sol.
- El planeta Deneva recibió una apariencia más detallada y realista.
- También por primera vez, el Enterprise es mostrado desplegando los satélites ultravioletas en la órbita de Deneva, también se muestra la activación de estos.

## Producción
- Este episodio fue el último de la primera temporada en ser filmado y también en ser transmitido.
- Los parásitos neurales fueron hechos cubriendo vómitos falsos con una vejiga transparente inflable.
- Los paisajes de exterior del planeta Deneva fueron fotografiados en Redondo Beach, California en el campus "Space Park" (en castellano: Parque Espacial) de la corporación TRW. Con una serie de edificios simétricos, este moderno complejo proveyó un ambiente ideal para mostrar una colonia del futuro.[1] A partir del año 2002, este sitio es privado y está operado por la unidad de Sistemas Aeroespaciales de la Northrop Grumman.